# インクルーシブ教育
インクルーシブ教育（インクルーシブきょういく、英語: Inclusive Education）とは、人間の多様性の尊重等を強化し、障害者が精神的および身体的な能力等を可能な最大限度まで発達させ、自由な社会に効果的に参加することを可能にするという目的の下、障害のある者と障害のない者が共に学ぶ仕組み。インクルージョン教育と呼ばれることもある。

## 概要
インクルーシブ教育は、障害のある者とない者が共に学ぶことを通して、共生社会の実現に貢献しようという考え方であり、2006年12月の国連総会で採択された障害者の権利に関する条約で示されたものである。日本においても同条約の批准に向けて2011年8月に障害者基本法が改正され、「可能な限り障害者である児童及び生徒が障害者でない児童及び生徒と共に教育を受けられるよう配慮」（16条）を行うことが示された。障害などの特性に応じたきめ細かな教育により、障害児の能力を可能な限り伸ばすことが求められている。中央教育審議会は、障害のある者が「general education system」（署名時仮訳：教育制度一般）から排除されないこと、自己の生活する地域において初等中等教育の機会が与えられること、個人に必要な「合理的配慮」が提供される等が必要とされていることを報告した。
「合理的配慮」とは、障害のある子供が、他の子供と平等に「教育を受ける権利」を享有・行使することを確保するために、学校の設置者や学校が必要かつ適当な変更・調整を行うことである。障害のある子供に対し、その状況に応じて、学校教育を受ける場合に個別に必要とされるものであり、学校の設置者および学校に対して、体制面、財政面において、均衡を失した又は過度の負担を課さない。
インクルーシブ教育は、教室において、特別な支援を必要とする子どもと、他の子どもの双方にとって効果的である。障害をもつ子どもにとっては、コミュニケーションスキルや、社会的スキルの改善、周りとのポジティブな相互作用の増加、多くの教育的な成果、学校卒業後の適応などの効果が見られる。また、障害のない子どもに対するメリットとして、障害をもつ人へのポジティブな態度や認識の発達、社会的地位の向上が挙げられている。
UNESCO(2009)は、インクルーシブ教育は、特別な支援を必要とする児童生徒だけでなく、宗教的、人種的、民族的、言語的マイノリティーや、移民、貧困層、HIV/エイズ患者などの、より多様なニーズを認め、対応する必要があると記している。また、障害者権利条約第24条においては教育を受ける権利として『インクルージョン教育体制』の実施を初等、中等教育のみならず成人教育、生涯学習の段階においても締結国に求めている。
インクルーシブ教育を担当する教員は、教育現場における子供の成績だけでなく、生活習慣や家庭環境などの把握、配慮が必要となる。しかし、働きかけ次第で教員の意図とは反対に子供の学習化から排除する可能性があるため、教員が慎重な対処が出来ることが重要となっている。
実現に向けて、多様な子どもたち一人ひとりの意思や選択を尊重することができる人的環境、物的環境の調整が大切になる。また、教育のバリアフリーやユニバーサルデザイン化によって得られる成果を生かしつつ、足りない部分をインクルーシブデザイン化によって補完することで、多様性を尊重する教育を推進することが重要である。

## 歴史
インクルージョンやインクルーシブ教育の用語や考え方は、1990年前後からアメリカやカナダを中心に広がり始めた。1994年の特別ニーズ教育に関するサラマンカ声明において、インクルーシブな学校のあり方が提起されたことにより、国際的な市民権を得ていった。
1960年代以降、欧米諸国でインテグレーションの主張や実践が本格的になった。公民権運動や移民政策などとも関連しながら、人種・民族的偏りも合わせて指摘されるようになり、安易で差別的な選別に批判が高まる。こうしたことを背景に、障害者権利宣言（1975年）、国際障害者年（1981年）以降の取り組みにも後押しされながら、それまで公教育から排除されてきた障害の重い子供にも学校教育が保障されるようになり、一方で、能力主義的選別を是正し、できる限りノーマルな教育環境を保障するというインテグレーションが推奨された。また、特別学校・学級の対象とされてきた伝統的障害（盲、聾、知的障害、肢体不自由など）に加え、自閉症・学習障害などの「新たな障害」や、学習困難・行動問題をもつ子どもの問題がクローズアップされてきた。障害カテゴリーを超える「特別な教育的ニーズ」という概念が、イギリスの「ウォーノック報告」（1978年）で提起されると、その用語は他の国でも採用され広がっていき、障害のある子供に限定せず、また特別な場に限定されない広く特別な教育的ニーズへの教育的施策をすすめるという特別ニーズ教育の理念・原則が、サラマンカ声明で採用された。

## インテグレーションとインクルーシブの違い
フランク・ボウは、統合(インテグレーション)と「完全な包括(インクルーシブ)」の違いを強調した。インクルーシブ教育においては、少数派である障害を持った子供は、同世代の障害を持たない仲間たちと隣同士で学習する。アメリカ合衆国では、教育者が一般的な統合教育を実践するならば、アメリカ全障害児教育法の下で特別教育を受ける権利を認められる子供は、1週間のうち3分の2以上を通常学級で学習することができる。彼（女）らは、実際にずっと通常学級にいなければならないというわけではなく、作業療法、理学療法、言語療法などの応対を受けるために「取り出し」の対象になることもある。
対象的に、完全な包括の下では、個別障害者教育法の対象となる子供たちは、文字通り1日中、通常学級に在籍することになる。必要な応対は「入り込み」を通じて行われる。つまり、専門家が教室にやってきてそこで支援を行うのである。ボウは、完全な包括ではなく、統合教育が障害を持ったほとんどの子供たちにとって妥当な取り組みであると考えている。また、ボウは、知られたところでは自閉症、知能障害、難聴の子供、複合障害児など、子供たちの中には、統合教育でさえ、適切な教育を提供できないかもしれない者がいることも認識している。
しかし、スタインバック夫妻によれば、通常学級に在籍することは人権である。彼（女）らは、高等学校まで学校は障害を持ったすべての子供たちに完全な包括を提供できるように再構築するべきであると考えている。アメリカ連邦政府の教育省によれば、個別障害者教育法の実施に関する最新の調査では、該当する子供の約半数がほとんどの時間を通常学級で過ごしている。ただし、障害種別に見ると、その割合は非常にばらつきがあることが分かる。言語障害を持った子供の90%以上が包括的な教室に在籍している。しかしその一方で、通常学級に通う自閉症の子供たちは、わずか29%に留まっている。これらのばらつきは、個別障害者教育法の要求に応じたものであろう。つまり、教育的対応は、子供がどこに在籍するべきかではなく、それぞれの子供に固有な必要性によってなされるべきであるという考え方である。

## 反対意見
特別支援学校・学級を「分離教育」と捉え、健常児と同じ教室で受けさせることが正しいとする意見への反対もある。発達障害の子を持ち、自身も自閉症スペクトラム傾向のあることを明かす岡嶋裕史教授は障害児と健常児を同じ教室で教えること、発達障害児や消極的な性格の子に積極的な発言をさせることこそが正しいと考えてるタイプの人間を批判し、そういう教師に「効率的に知識を注入してさっさと帰してくれればよかったのに…」と思っていたことを明かし、「健常児と発達障害児を何でもかんでも混ぜればいい、という考えには反対です」と述べている。「多様な個性の子どもが同じ場で学び、子どもは主体的に授業に参加するのが正しい」という考えを「ポリコレ」的として批判している。

### 同級生の負担
障害児と同じ教室になったことで、通常学級ならば本来見てもらえていたはずだった、インクルーシブ教育の実施によって授業の進行が遅れていると感じる健常児、特に担任教諭など周囲の圧力でいわゆる「お世話係」にさせられるなどを経験させられた健常児が、当時の経験から大人になった時に実体験に基づいた根深い障害者排除・嫌悪の思想を持つなどの問題も生じている。個人を特定しない形の調査で既にインクルーシブ教育を行っているところの健常児親や健常児学生からインクルーシブ教育を好まない評価が多数派と出ているため、法制化や「政治的な正しさ」でインクルーシブ教育が強制的に普及した場合は、同じケースが多発し、実体験から障害者を好まない人の増大、インクルーシブ教育の無い私立学校の人気がより高まる、私立学校に通えない子供のみがインクルーシブ教育を体験しなければならなくなるという未来が予測されている。周囲の子どもが、障害のある子どもたちに合わせて、授業が遅れることは受験などを控えている場合は、特に嫌がる生徒も存在する。「負担や反感を感じるのはあなたが差別的だからだ」という根性論でどうにかしようとするが、推進派でさえも障害児の親でもない限り、自分が障害児に合わせた速度やレベルの教育を受けることや、ほぼ毎日「お世話係」をやるのは話が別なため非常に難しい。これと似たのが健常な子と障害児の兄弟姉妹間起きる「きょうだい児」「ヤングケアラー」問題である。

### 高い指導力を要求される非特別支援学校志望の教員
障害児への教育が専門である特別支援学校を就職先と考えて、教員となっていない者にとっても難題である。教育免許取得者のうち特別支援学校を就職先に選ぼうとする割合がそもそも小さく、大多数の教員は養成課程で1週間程障害者施設に行くが、それ以外で障害者のことは教わらない。インクルーシブ教育では障害のある子どもを他の健常児と同じように指導しなければならないため、「授業に遅延が発生する場合がある」「障害のある子どもへの合理的配慮をどこまで行うかを思索しなければならない」「配慮した結果、業務が増える可能性がある」などの問題を対処出来る高い指導力が必要である。障害児の教育を担当するのは健常児教育担当とは全く違い、障害児に本心から好意的な人しか向かないため、すべての教員に「障害児教育」を無理やりやらせようとするのは、さらなる教員志望者の減少に繋がる。

### 障害児当人
障害児にとっても本人の意識無意識問わずデメリットがあり、かつては特別支援学級という少人数の手厚い支援で教わっていたのに、インクルーシブ教育が義務化されると通常学級で学ばなければならなくなる。しかし、健常児であることが前提とされた通常学級で、障害児が「特別支援学級という少人数の手厚い支援で教わっていた内容」を習得することは困難であり障害者の社会進出に多大な影響がでることが予想される。逆に特別支援学級レベルにまで落とした通常学級にすることは周囲の健常児の同級生の反感や憎悪、健常児と障害児双方に非インクルーシブ教育で学んだ際よりも学力低下に繋がる。自身も自閉症スペクトラム傾向を持つ岡嶋教授は実体験から、障害がある側の子目線では、（インクルーシブ教育という名で通常学級の中で）配慮してもらったところで多数の子と同じパフォーマンスは発揮できないことを実体験から指摘している。岡嶋教授はインクルーシブ教育では障害児は同じ空間の中で健常児に常に劣っていることを感じさせられ続ける状態となるため、「教育は勝ち負けじゃない」と理想論を唱える人に、「現場を生きている子どもたちにとっては空疎に聞こえる言葉」と実体験から批判している。岡嶋教授は自身も自閉症スペクトラム傾向があるが、たまたまそれでも働ける仕事を見つけられたラッキー側であるとし、「障害は個性なんだから、卑下するな」「これは個性だから周囲の人間とイコールなもの」との意見は間違いだとし、障害者なのに同じことを言う人にはコミュ力が高いなどラッキーな武器を持っていた（障害者の中での）強者の論理であるとし、障害とは武器の無い障害者には健常がイージーモードなのにハードモードで生きないといけないハンディキャップのようなモノだと指摘している。
四肢の無い身体障害者である乙武洋匡は自らは1983年当時に両親の希望で超レアケースだった小学校入学（インクルーシブ教育）を受けた経験を明かし、日本で障害者は一般的に「特別支援学校」か「特別支援教室」などに通っていることに対して、「国際的にはこうだから、日本もこうすべきだ」と日本政府に主張している国連障害者権利委員会や日本国内外のインクルーシブ教育推進派の主張は「あまりに短絡的であり、何が子どもたちにとってベストなのか、より多角的に考えていく必要がある」「私がインクルーシブ教育を受けて感謝しているからこそ、日本はインクルーシブ教育に舵を切るべきだなどと浅はかなことを言うつもりはありません」と批判している。
こうした障害児の被りうるデメリットを避けるため、障害者権利条約第24条第2項(c)においては、インクルーシブ教育（する際には「個人に必要とされる合理的配慮が提供されること。」が明記されているのである。

## インクルーシブ体育

### 定義
1994年（平成6年）にユネスコが採択したサラマンカ声明以降、日本では法整備の1つとして2015年（平成27年）に「障害を理由とする差別の解消の推進に関する法律」、通称「障害者差別解消法」を定め、学校現場では合理的配慮が求められたため、インクルーシブ体育を合理的配慮の在り方として定めたもの。例として、主に陸上においては肢体不自由児の自己の障害の程度に応じて参加することができ短距離走では1人1人の能力に応じて距離を短く調整するハンデを設けることができる他にも、トラック競技では車いすと他の子供の接触を避けるためにあらかじめ子供の走るレーンを決めておくなど合理的配慮が求められている。